# 2021 у відеоіграх
Це список запланованих у 2021 році відеоігрових подій.

## Події
На даний момент не існує достовірної інформації щодо запланованих ігрових подій на 2021 рік.

## Випуск консолей
На даний момент не існує достовірної інформації щодо запланованих ігрових консолей на 2021 рік.

## Випуск відеоігор
Нижче наведено список запланованих та випущених відеоігор у 2021 році.
| Платформи відеоігор |
| ------------------- |

### Ігри з відомою датою виходу
| Місяць   | День | Назва                                        | Платформа(-и)                | Жанр(-и)    | Джерело(-а) |
| -------- | ---- | -------------------------------------------- | ---------------------------- | ----------- | ----------- |
| СІЧЕНЬ   | 8    | Iris.Fall                                    | PS4, XOne, NS                | Головоломка |             |
| СІЧЕНЬ   | 20   | Hitman 3                                     | Win, PS4, XOne, XBX, PS5     | Стелс-гра   |             |
| СІЧЕНЬ   | 21   | Ride 4                                       | PS5, XBX                     |             |             |
| СІЧЕНЬ   | 22   | Bladed Fury                                  | PS4, XOne, NS                |             |             |
| СІЧЕНЬ   | 26   | Stronghold Warlords                          | Win                          |             |             |
| СІЧЕНЬ   | 28   | The Medium                                   | Win, XBX                     | Хорор       |             |
| СІЧЕНЬ   | 28   | Disgaea 6: Defiance of Destiny               | NS, PS4                      |             |             |
| ЛЮТИЙ    | 5    | Nioh                                         | PS5                          | Екшен-РПГ   |             |
| ЛЮТИЙ    | 5    | Nioh 2                                       | Win, PS5                     | Екшен-РПГ   |             |
| ЛЮТИЙ    | 11   | Little Nightmares 2                          | Win, PS4, XOne, NS           | Платформер  |             |
| ЛЮТИЙ    | 12   | Super Mario 3D World                         | NS                           | Платформер  |             |
| ЛЮТИЙ    | 25   | Cotton Reboot                                | NS, PS4                      |             |             |
| БЕРЕЗЕНЬ | 2    | Yakuza: Like a Dragon                        | PS5                          | Рольова гра |             |
| БЕРЕЗЕНЬ | 18   | Jack Jeanne                                  | NS                           |             |             |
| БЕРЕЗЕНЬ | 18   | Prince of Persia: The Sands of Time – Remake | Win, PS4, XOne               |             |             |
| БЕРЕЗЕНЬ | 26   | Balan Wonderland                             | Win, PS4, XOne, PS5, XBX, NS |             |             |
| БЕРЕЗЕНЬ | 26   | Monster Hunter: Rise                         | NS                           | Екшен-РПГ   |             |

### Заплановані до виходу
Нижче наведено перелік відеоігор, які мають вийти у 2021 році, проте не мають чіткої дати виходу.
| Назва                              | Приблизна дата виходу | Платформи                | Жанр                  | Посилання |
| ---------------------------------- | --------------------- | ------------------------ | --------------------- | --------- |
| A Rat's Quest                      | Н/Д                   | Win, XBO, PS4, NS        | Пригодницька відеогра |           |
| Curse of the Sea Rats              | Н/Д                   | Win, XBO, PS4, NS        | Пригодницька відеогра |           |
| Endling - Extinction Is Forever    | Н/Д                   | Win, XBO, PS4, NS        | Пригодницька відеогра |           |
| The Lord of the Rings: Gollum      | Н/Д                   | Win, XBX, PS5            | Пригодницька відеогра |           |
| One Hand Clapping                  | Н/Д                   | Win, XBO, PS4, NS        | Платформер            |           |
| Vampire: The Masquerade - Swansong | Н/Д                   | Н/Д                      | Action RPG            |           |
| Sherlock Holmes: Chapter One       | Н/Д                   | Win, XBO, PS4, XBX, PS5, | Пригодницький бойовик |           |
| S.T.A.L.K.E.R. 2                   | Н/Д                   | Win                      | FPS                   |           |

Примітки:
- A Відома лише дата виходу в Японії.
- B Міжнародний реліз гри, яка раніше була доступна лише в обраних регіонах.